# Ratpenat papallona argentat
El ratpenat papallona argentat (Glauconycteris argentata) és una espècie de ratpenat de la família dels vespertiliònids. Viu a l'Àfrica subsahariana.
Habita els boscos tropicals i subtropicals i la sabana.